# Daniel Pipes
 (février 2009).
Si vous disposez d'ouvrages ou d'articles de référence ou si vous connaissez des sites web de qualité traitant du thème abordé ici, merci de compléter l'article en donnant les références utiles à sa vérifiabilité et en les liant à la section « Notes et références ».
Pour les articles homonymes, voir Pipes.
Daniel Pipes, né le 9 septembre 1949 à Boston dans le Massachusetts, aux États-Unis, est un journaliste américain et un ancien universitaire, spécialisé dans l'analyse de la politique internationale et de l'antiterrorisme. Il est considéré comme une figure de l'islamophobie professionnelle aux États-Unis.

## Biographie
Daniel Pipes est le fils aîné de Richard Pipes. Celui-ci, Juif polonais réfugié d’Europe avec son épouse au début de la Seconde Guerre mondiale et devenu professeur d'histoire de la Russie à l'université Harvard, se fit connaître comme un soviétologue affilié au Parti républicain et soutenant des positions radicales vis-à-vis du communisme durant la guerre froide.
Daniel Pipes souhaitait devenir mathématicien mais, après sa deuxième année à Harvard, il décida d’étudier l’histoire islamique, pour laquelle il avait développé un intérêt à la suite de voyages au Sahara et au Sinaï.
Après ses études, il passa deux ans à apprendre l’arabe au Caire puis il retourna à l'université Harvard située à Cambridge pour décrocher son doctorat en histoire islamique médiévale juste au moment où l’ayatollah Khomeini lançait la révolution iranienne, ce qui l'incita à se concentrer non plus sur l’islam médiéval, mais sur sa présence moderne.
Il devient en 1981 chef du bureau soviétique du Conseil national de sécurité.
Au début des années 1980, Pipes enseigna à l’université de Chicago, à Harvard et au Naval War College, mais ne parvint pas à obtenir un poste de titulaire. En 1986, il déménagea à Philadelphie pour diriger le Foreign Policy Research Institute, un Think tank fondé en 1955 par Robert Strausz-Hupé, un réfugié autrichien professeur de philosophie politique à l'université de Chicago.
Il crée le Forum du Moyen-Orient (Middle East Forum), un think tank visant à « définir et promouvoir les intérêts américains au Proche-Orient ».
Il acquiert une très forte visibilité médiatique après les attentats du 11 septembre 2001. Il collabore au Wall Street Journal, au Washington Post, au New York Times, au Los Angeles Times, au Jerusalem Post et une soixantaine d'autres journaux, ainsi qu'à de nombreux magazines tels que Commentary, Atlantic Monthly, Foreign Affairs, Harper's et New Republic.
En 2003, George W. Bush le nomme au conseil de l’Institut des États-Unis pour la paix, une organisation déclarée comme non partisane, soutenue par des fonds fédéraux et dédiée à la résolution pacifique de conflits, qu'il quittera en 2005.
À la fin des années 2000, les conséquences de ses prises de position en faveur de l'intervention en Irak lui ont valu des critiques.
À partir 2007, il enseigne à l'université Pepperdine en Californie comme Distinguished Visiting Professor, il n'est plus en fonction en 2016.
Pour la campagne des primaires présidentielles du parti républicain de 2008, il rejoint l'équipe de Rudolph Giuliani.

## Positions politiques

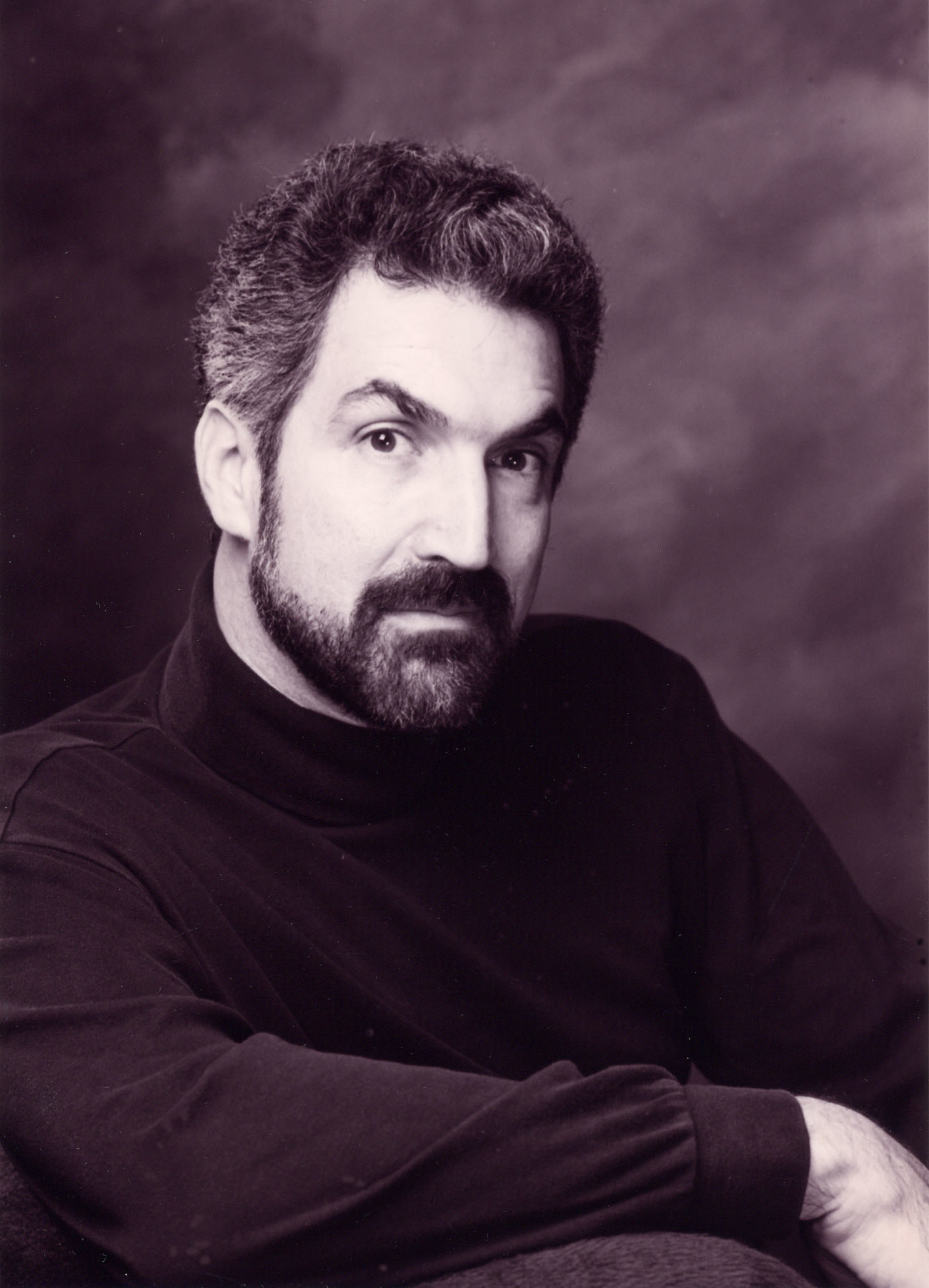
Photographie mise sur son site.

### Guerre du Vietnam
Le jeune Daniel Pipes comme son père le soviétologue Richard Pipes soutient la guerre du Vietnam. Étudiant au début des années 1970, il s'est distingué à plusieurs reprises par son opposition aux manifestations pacifistes organisées contre la guerre du Vietnam.

### Soutien à l'Irak contre l'Iran
De 1986 à 1993, il est rédacteur en chef du journal Orbis où il publie des articles prônant le soutien à l’Irak de Saddam Hussein contre l’Iran voisin (guerre Iran-Irak). C'est ce qu'il nomme « l’alternative de Bagdad », d'après le titre de l'ouvrage de Laurie Mylroie.

### Néoconservatisme
Daniel Pipes est une figure médiatique du courant néoconservateur américain, pour lequel l'hégémonie des États-Unis permet de protéger la démocratie dans le monde et les guerres entreprises par les Américains contre les dictatures sont moralement justifiées. Conformément à cette idéologie, Daniel Pipes dans un rapport intitulé Ending Syria’s Occupation of Lebanon : The US Role, préconise en 2000 une intervention militaire contre la Syrie afin de « garantir la sécurité d’Israël » et de libérer le Liban de l'occupation syrienne

### Islamophobie
Après la fin de la guerre froide, il perçoit l'islam comme la plus grande menace pour l'Occident. Il s’inquiète en 1990 de « l’immigration massive de gens à la peau sombre, cuisinant d’étranges nourritures et ayant d’autres normes d’hygiène ». Il contribue activement à la désinformation concernant l'islam, avec d'autres militants islamophobes d'extrême droite comme Pamela Geller et Robert Spencer. Christopher Bail dans son ouvrage Terrified : How Anti-Muslim Fringe Organizations Became Mainstream (2015) le présente comme une figure exemplaire, avec Steve Emerson, de la montée de l'islamophobie.
Selon le Center for American Progress, Daniel Pipes et le Forum du Moyen-Orient font partie d’un réseau d’« experts en désinformation qui colportent la haine et la peur des musulmans et de l’islam ». Dans The Islamophobia Industry: How the Right Manufactures Fear of Muslims, Nathan C. Lean appelle Daniel Pipes le « grand-père de l'islamophobie ».

### Guerre d'Irak de 2003
Daniel Pipes a soutenu l'invasion de l'Irak en 2003, arguant de la menace que représentaient le régime irakien et son supposé arsenal d'armes de destruction massive.

### Positions anti-palestiniennes
Daniel Pipes soutient résolument l'État d'Israël et exprime régulièrement ses regrets sur le manque de fermeté d'Israël vis-à-vis des Palestiniens. En 1988, il marque son opposition à la création d'un État palestinien, dans un éditorial du New York Times ; la perspective d'un tel État serait selon lui un « cauchemar » pour les Palestiniens eux-mêmes. Le statut d’État « ferait beaucoup plus de mal aux Arabes qu’aux Israéliens », a-t-il affirmé, car « les Palestiniens souffriraient sous la répression d’une organisation terroriste, l’OLP ».
Selon Stephen Walt et John Mearsheimer, Daniel Pipes fait partie d'un lobby pro-israélien aux États-Unis, non pas au sens où il prendrait des ordres auprès d'une organisation centralisée, mais au sens où il fait du lobbying en faveur d'un pays.
Il critique les accords d'Oslo et devient un partisan virulent du Premier ministre israélien Ariel Sharon.

### Critique de l'Université
Il est le fondateur de « Campus watch », destiné à repérer et menacer les universitaires américains qui tiennent des propos jugés hostiles à Israël. Cette manière d'appréhender le monde académique comme une « cinquième colonne », et la méthode de la délation, comparée au maccarthysme, ont eu un grand impact,,. Les étudiants ont été encouragés à fournir des informations sur les professeurs. L'objectif de Daniel Pipes est de neutraliser les universitaires critiques à l'égard de la politique des États-Unis au Moyen-Orient, qui ne valident pas la vision néo-conservatrice concernant la guerre d'Irak et la colonisation des Territoires palestiniens occupés par Israël. Les chercheurs « déviants » sont accusés d'antisémitisme ou d'appartenance à l'extrême-gauche.
Juan Cole, professeur à l’Université du Michigan qui a écrit au sujet de Campus watch, déclare : « L’une des choses que Pipes signifie quand il accuse les chercheurs de soutenir le terrorisme est que nous nous opposons à sa qualification de tous les Palestiniens comme des terroristes ».
Il a été reproché à Daniel Pipes de ne pas se limiter à répondre aux arguments adverses, mais de labelliser facilement ses ennemis comme « anti-américains », « soutiens de l'islamisme », « partisans de Saddam Hussein », etc. Ainsi D. Pipes accuse un historien respecté, Rashid Khalidi de faire l'« apologie de la violence », au motif qu'après le 11 septembre 2001 « Rachid Khalidi a exhorté les médias à abandonner leur "hystérie contre les kamikazes" ». Khalidi a écrit, en réalité, qu’« Israël a tué trois fois plus de civils innocents que les Palestiniens, pour toutes les hystéries médiatiques à propos des kamikazes ». Par ailleurs Rachid Khalidi a condamné à de nombreuses reprises les actes de violence et de terrorisme de Palestiniens.

## Postes officiels
Depuis 1980, il est membre du Conseil des relations étrangères.
Il a été nommé par George W. Bush à la tête de l’Institut des États-Unis pour la paix, poste qu'il a occupé d'août 2003 au 19 janvier 2005.